# 科羅利斯茨卡拉河
41°39′26″N 41°40′59″E / 41.6571°N 41.683°E

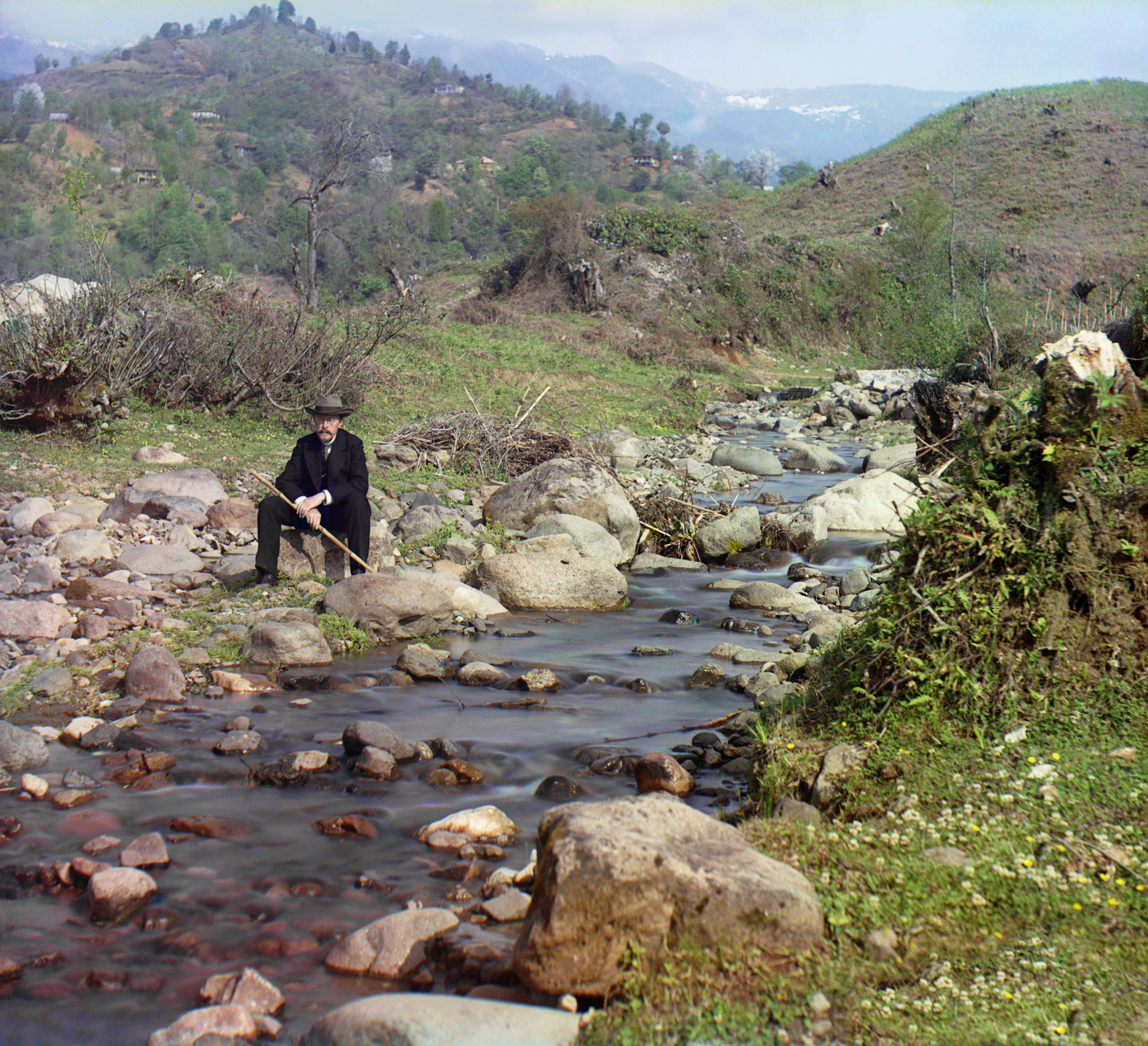

科羅利斯茨卡拉河是格魯吉亞的河流，位於該國西南部阿扎爾自治共和國，處於巴統以北，河道全長29.5公里，流域面積159平方公里，最終注入黑海。